# Liste des loisirs des rois de France
 (février 2025).
Si vous disposez d'ouvrages ou d'articles de référence ou si vous connaissez des sites web de qualité traitant du thème abordé ici, merci de compléter l'article en donnant les références utiles à sa vérifiabilité et en les liant à la section « Notes et références ».
 (mars 2025).
- Si vous ne connaissez pas le sujet, laissez ce bandeau (vous pouvez alors contacter les auteurs).
- Si vous supprimez le contenu mis en cause (vous pouvez préalablement contacter les auteurs),

argumentez précisément cette suppression dans la page de discussion
(un manque de référence n'est pas un argument ; une recherche réelle de référence doit avoir été effectuée, être formellement documentée).
 (février 2025).
Cette liste des loisirs des monarques de France et de Francie regroupe les passe-temps des rois et empereurs de Francie puis de France. Cette liste commence aux Carolingiens, et non pas aux Mérovingiens, faute de sources suffisantes. Certains monarques ne sont pas inclus dans la liste, comme Jean Ier qui ne pouvait pas avoir de loisirs, ayant vécu cinq jours (14 novembre 1316 – 19 novembre 1316).

## Moyen-Âge

### Carolingiens, Robertiens et Rodolphiens
| Vue d'artiste         | Nom                                                                   | Règne                             | Loisirs  |
| --------------------- | --------------------------------------------------------------------- | --------------------------------- | -------- |
| Pépin le Bref         | Pépin « le Bref » (vers 715 – 24 septembre 768)                       | novembre 751 - 24 septembre 768   |          |
|                       | Carloman Ier (vers 751 – 4 décembre 771)                              | 24 septembre 768 - 4 décembre 771 |          |
| Charlemagne           | Charlemagne (Charles Ier « le Grand ») (2 avril 748 – 28 janvier 814) | 24 septembre 768 - 28 janvier 814 | Natation |
| Louis Ier             | Louis Ier « le Pieux » ou « le Débonnaire » (778 – 20 juin 840)       | 28 janvier 814 - 20 juin 840      |          |
| Charles II            | Charles II « le Chauve » (13 juin 823 – 6 octobre 877)                | août 843 - 6 octobre 877          |          |
| Louis II              | Louis II « le Bègue » (1er novembre 846 – 11 avril 879)               | 6 octobre 877 - 11 avril 879      |          |
| Louis III et Carloman | Louis III (vers 864 – 5 août 882)                                     | 11 avril 879 - 5 août 882         |          |
| Louis III et Carloman | Carloman II (vers 867 – 6 décembre 884)                               | 11 avril 879 - 6 décembre 884     |          |
| Charles III le Gros   | Charles « le Gros » (839 – 13 janvier 888)                            | juin 885 - novembre 887           |          |
|                       | Eudes (852 – 3 janvier 898)                                           | 29 février 888 - 3 janvier 898    |          |
| Charles III le Simple | Charles III « le Simple » (17 septembre 879 – 7 octobre 929)          | 3 janvier 898 - 29 juin 922       |          |
| Robert Ier            | Robert Ier (vers 860 – 15 juin 923)                                   | 29 juin 922 - 15 juin 923         |          |
| Raoul                 | Raoul (vers 890 – 15 janvier 936)                                     | 15 juin 923 - 15 janvier 936      |          |
| Louis IV              | Louis IV « d'Outremer » (vers 920 – 10 septembre 954)                 | 19 juin 936 - 10 septembre 954    |          |
| Lothaire              | Lothaire (941 – 2 mars 986)                                           | 10 septembre 954 - 2 mars 986     |          |
| Louis V               | Louis V « le Fainéant » (vers 967 – 21 mai 987)                       | 2 mars 986 - 21 mai 987           |          |

### Capétiens
| Vue d'artiste      | Nom                                                                                    | Début du règne                      | Loisirs                                                                            |
| ------------------ | -------------------------------------------------------------------------------------- | ----------------------------------- | ---------------------------------------------------------------------------------- |
| Hugues Capet       | Hugues « Capet » (vers 940 – 24 octobre 996)                                           | 3 juin 987 - 24 octobre 996         |                                                                                    |
| Robert II le Pieux | Robert II « le Pieux » (27 mars 972 – 20 juillet 1031)                                 | 24 octobre 996 - 20 juillet 1031    |                                                                                    |
| Henri Ier          | Henri Ier (4 mai 1008 – 4 août 1060)                                                   | 20 juillet 1031 - 4 août 1060       |                                                                                    |
| Philippe Ier       | Philippe Ier (23 mai 1052 – 29 juillet 1108)                                           | 4 août 1060 - 29 juillet 1108       |                                                                                    |
| Louis VI           | Louis VI « le Gros » ou « le Batailleur » (1er décembre 1081 – 1er août 1137)          | 29 juillet 1108 - 1er août 1137     |                                                                                    |
| Louis VII          | Louis VII « le Jeune » ou « le Pieux » (1120 – 18 septembre 1180)                      | 1er août 1137 - 18 septembre 1180   |                                                                                    |
| Philippe II        | Philippe II « Auguste » (21 août 1165 – 14 juillet 1223)                               | 18 septembre 1180 - 14 juillet 1223 |                                                                                    |
| Louis VIII         | Louis VIII « le Lion » (5 septembre 1187 – 8 novembre 1226)                            | 14 juillet 1223 - 8 novembre 1226   |                                                                                    |
| Louis IX           | Louis IX « le Prudhomme » ou « Saint Louis » (25 avril 1214 – 25 août 1270)            | 8 novembre 1226 - 25 août 1270      | Humour (il faisait des imitations des membres du Parlement pour amuser)            |
| Philippe III       | Philippe III « le Hardi » (30 avril 1245 – 5 octobre 1285)                             | 25 août 1270 - 5 octobre 1285       |                                                                                    |
| Philippe IV        | Philippe IV « le Bel » (1268 – 29 novembre 1314)                                       | 5 octobre 1285 - 29 novembre 1314   |                                                                                    |
| Louis X            | Louis X « le Hutin » (4 octobre 1289 – 5 juin 1316)                                    | 29 novembre 1314 - 5 juin 1316      |                                                                                    |
| Philippe V         | Philippe V « le Long » (1293 – 3 janvier 1322)                                         | 19 novembre 1316 - 3 janvier 1322   |                                                                                    |
| Charles IV         | Charles IV « le Bel » (18 juin 1294 – 1er février 1328)                                | 3 janvier 1322 - 1er février 1328   |                                                                                    |
| Philippe VI        | Philippe VI (1293 – 22 août 1350)                                                      | 1er avril 1328 - 22 août 1350       |                                                                                    |
| Jean II            | Jean II « le Bon » (26 avril 1319 – 8 avril 1364)                                      | 22 août 1350 - 8 avril 1364         |                                                                                    |
|                    | Charles V « le Sage » (21 janvier 1338 – 16 septembre 1380)                            | 8 avril 1364 - 16 septembre 1380    |                                                                                    |
| Charles VI         | Charles VI « le Bien-Aimé » ou « le Fol » (3 décembre 1368 – 22 octobre 1422)          | 16 septembre 1380 - 22 octobre 1422 |                                                                                    |
| Charles VII        | Charles VII « le Victorieux » ou « le Bien Servi » (22 février 1403 – 22 juillet 1461) | 22 octobre 1422 - 22 juillet 1461   |                                                                                    |
| Louis XI           | Louis XI « le Prudent » ou « Universelle Aragne » (3 juillet 1423 – 30 août 1483)      | 22 juillet 1461 - 30 août 1483      | Zoologie (il avait une ménagerie et des volières qu'il enrichissait régulièrement) |
| Charles VIII       | Charles VIII « l'Affable » (30 juin 1470 – 7 avril 1498)                               | 30 août 1483 - 7 avril 1498         |                                                                                    |

## Epoque moderne (1500-1800)
| Portrait     | Nom                                                                                     | Début du règne                    | Loisirs |
| ------------ | --------------------------------------------------------------------------------------- | --------------------------------- | --- |
| Louis XII    | Louis XII « le Père du Peuple » (27 juin 1462 – 1er janvier 1515)                       | 7 avril 1498 - 1er janvier 1515   | Romans de chevalerie |
| François Ier | François Ier « le Père et Restaurateur des Lettres » (12 septembre 1494 – 31 mars 1547) | 1er janvier 1515 - 31 mars 1547   | Poésie |
| Henri II     | Henri II (31 mars 1519 – 10 juillet 1559)                                               | 31 mars 1547 - 10 juillet 1559    | |
|              | Catherine de Médicis                                                                    |                                   | Sciences occultes, astrologie, ésotérisme avec Côme Ruggieri, Nostradamus |
| François II  | François II (19 janvier 1544 – 5 décembre 1560)                                         | 10 juillet 1559 - 5 décembre 1560 | |
| Charles IX   | Charles IX (27 juin 1550 – 30 mai 1574)                                                 | 5 décembre 1560 - 30 mai 1574     | Forge, chasse |
| Henri III    | Henri III (19 septembre 1551 – 2 août 1589)                                             | 30 mai 1574 - 2 août 1589         | |
| Henri IV     | Henri IV « le Grand » ou « le Vert-Galant » (13 décembre 1553 – 14 mai 1610)            | 2 août 1589 - 14 mai 1610         | Chantiers, bâtiments |
| Louis XIII   | Louis XIII « le Juste » (27 septembre 1601 – 14 mai 1643)                               | 14 mai 1610 - 14 mai 1643         | Culture de petits pois Chasse au faucon Equitation, forge, tressage d’osier, distillation des parfums, cuisine Peinture, musique (il écrit des chansons, balades, airs… il chanterait très bien). |
| Louis XIV    | Louis XIV « le Grand » ou « le Roi-Soleil » (5 septembre 1638 – 1er septembre 1715)     | 14 mai 1643 - 1er septembre 1715  | Danse, guitare Chasse à courre |
| Louis XV     | Louis XV « le Bien-Aimé » (15 février 1710 – 10 mai 1774)                               | 1er septembre 1715 - 10 mai 1774  | Chiens Chasse à courre Géographie avec le cartographie César-François Cassini de Thury Mathématiques, astronomie, physique, sciences naturelles                                                   |
|              | Louis XVI (23 août 1754 – 21 janvier 1793)                                              | 10 mai 1774 - 21 septembre1792    | Horlogerie, serrurerie avec François Gamain Chasse à courre (il note ses prises dans un carnet) Géographie, suivre les explorations (comme celles de La Pérouse)                                  |

## Epoque contemporaine
| Portrait                                              | Nom                                                                   | Règne                              | Loisirs                       |
| ----------------------------------------------------- | --------------------------------------------------------------------- | ---------------------------------- | ----------------------------- |
| Napoléon Ier                                          | Napoléon Ier (15 août 1769 – 5 mai 1821)                              | 18 mai 1804 - 6 avril 1814         |                               |
| Portrait de Napoléon II par Moritz Michael Daffinger. | Napoléon II (20 mars 1811 – 22 juillet 1832)                          | 22 juin 1815 - 7 juillet 1815      |                               |
| Louis XVIII                                           | Louis XVIII « le Désiré » (17 novembre 1755 – 16 septembre 1824)      | 8 juillet 1815 - 16 septembre 1824 |                               |
| Charles X                                             | Charles X (9 octobre 1757 – 6 novembre 1836)                          | 16 septembre 1824 - 2 août 1830    |                               |
| Louis-Philippe Ier                                    | Louis-Philippe Ier « le Roi-Citoyen » (6 octobre 1773 – 26 août 1850) | 9 août 1830 - 24 février 1848      | Voyages                       |
| Napoléon III                                          | Napoléon III (20 avril 1808 – 9 janvier 1873)                         | 2 décembre 1852 - 4 septembre 1870 | Chasse, promenades Chien Néro |